# Žarko Zrenjanin
Žarko Zrenjanin - Uča (Izbište kod Vršca, 11. rujna 1902. – Pavliš kod Vršca, 4. studenog 1942.), narodni heroj.
Kao istaknuti funkcionar Komunističke partije Jugoslavije za Vojvodinu, tijekom Drugog svjetskog rata radio na organiziranju ustanka protiv fašista u Vojvodini. Ubijen je u jesen 1942. godine u selu Pavliš blizu Vršca.
U listopada 1946. godine tadašnji Petrovgrad u čast njemu dobiva ime Zrenjanin.